# Харнаурды-Кеу
Харнаурдыкев (Харнаурды-Кеу) — гора на Полярном Урале в Ямало-Ненецком автономном округе. Расположена вблизи озера Большое Хадатаёганлор в нескольких километрах от границы Республики Коми. Высота — 1246 м.

## Описание
У Харнаурдыкев платообразная вершина. Высота — 1246 м. Ограничивает с севера плато ИГАН (Института географии Академии наук), где расположен одноимённый ледник, крупнейший на Полярном Урале. Сама вершина не имеет постоянного оледенения.

## Маршруты восхождения
Подъём на вершину возможен с плато ИГАН или непосредственно от подножья по одному из двух каров, спускающихся в долину реки Большая Хадата. По альпинистской классификации вершина относится к категории 1А.

## Происхождение названия
На некоторых картах встречаются другие варианты написания названия: Харнаурдыкеу, Харнаурды-Кэу, Харнаурды-Кей. В переводе с зырянского языка название вершины переводится как «обрывистая гора, откуда упал оленёнок».